# Daniel da Silva
Daniel da Silva (São Paulo, 27 mei 1973) is een voormalig Braziliaans voetballer.

## Carrière
Daniel da Silva speelde tussen 1995 en 2007 voor União São João, Santos, Verdy Kawasaki, São Caetano en Palmeiras.

## Braziliaans voetbalelftal
Daniel da Silva debuteerde in 2002 in het Braziliaans nationaal elftal en speelde 1 interland.